# Repin
Repin (biał. Рэпін; ros. Репин, Riepin) – wieś na Białorusi, w obwodzie homelskim, w rejonie oktiabrskim, w sielsowiecie Krasnaja Słabada.